# LiveAndWell.com
LiveAndWell.com — концертный альбом Дэвида Боуи, выпущен ограниченным тиражом в 1999 году.

## Об альбоме
В 1999 году, альбом не находился в свободной продаже и мог быть приобретен только через подписку на официальном сайте певца — BowieNet. Альбом состоит из композиций записанных в ходе турне Earthling в 1997 году, с песнями из одноименного альбома и его предшественника — диска 1.Outside. Переиздание альбома 2000 года содержит дополнительный бонус-диск с четырьмя редкими ремиксами, один из которых — песня «Fun», до этого никогда не выпускалась на коммерческой основе.

## Песни
«I'm Afraid of Americans», «Battle for Britain», «Seven Years in Tibet» и «Little Wonder» были записаны в Radio City Music Hall в Нью-Йорке, на концерте в октябре. Композиция «Battle for Britain» заканчивается небольшим отрывком из вступления к старой песне Боуи, «Time», которое играет Майк Гарсон.
«I'm Deranged», «Telling Lies» и «The Motel» были записаны на сцене Paradiso в Амстердаме, на июньском концерте. Песня «I'm Deranged» была переработанной версией, основанной на ремиксе Jungle Mix, выпущенной на бонусном диске пластинки 1.Outside и некоторых изданиях сингла «Dead Man Walking».
«The Hearts Filthy Lesson» была записана на фестивале Phoenix в июле. Певец выступал там под псевдонимом Tao Jones Index, что было отсылкой к одному из сценических амплуа Боуи; во время концерта гастрольная труппа музыканта выступала в темноте используя в качестве спецэффектов сухой лёд и стробоскопы. Tao Jones Index, произносится как индекс Dow Jones, что является игрой слов с именем Боуи при рождении (Дэвид Джонс), ссылкой на его текущее увлечение восточной философией (это заметно на альбоме Earthling, а также в видео на песню «Seven Years in Tibet») и на выпуск облигаций в 1997 году на индексе Dow Jones.
«Hallo Spaceboy» и «Voyeur of Utter Destruction» были записаны во время концерта в Metropolitan, Рио-де-Жанейро, в ноябре.

## Список композиций

### Диск один
1. «I'm Afraid of Americans» (из альбома Earthling) — 5:14
2. «The Hearts Filthy Lesson» (из альбома 1.Outside) — 5:37
3. «I'm Deranged» (из альбома 1.Outside) — 7:12
4. «Hallo Spaceboy» (из альбома 1.Outside) — 5:12
5. «Telling Lies» (из альбома Earthling) — 5:14
6. «The Motel» (из альбома 1.Outside) — 5:49
7. «The Voyeur of Utter Destruction (as Beauty)» (из альбома 1.Outside) — 5:48
8. «Battle for Britain (The Letter)» (из альбома Earthling) — 4:35
9. «Seven Years in Tibet» (из альбома Earthling) — 6:19
10. «Little Wonder» (из альбома Earthling) — 6:19

### Диск два (ремиксы)
1. «Fun (Dillinja mix)» — 5:52
2. «Little Wonder (Danny Saber Dance mix)» — 5:32
3. «Dead Man Walking» (Moby mix 1)" — 7:32
4. «Telling Lies (Paradox mix)» — 5:11

## Участники записи
- Дэвид Боуи – вокал, гитара, саксофон
- Ривз Гэбрелс – гитара, вокал
- Гейл Энн Дорси – бас, вокал, клавишные
- Зачари Элфорд – ударные[4]
- Майк Гарсон – клавишные, синтезатор, фортепиано